# Dreigelenkbogen

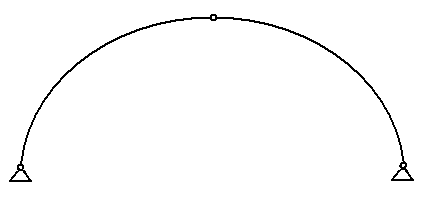
Statisches System eines Dreigelenkbogens

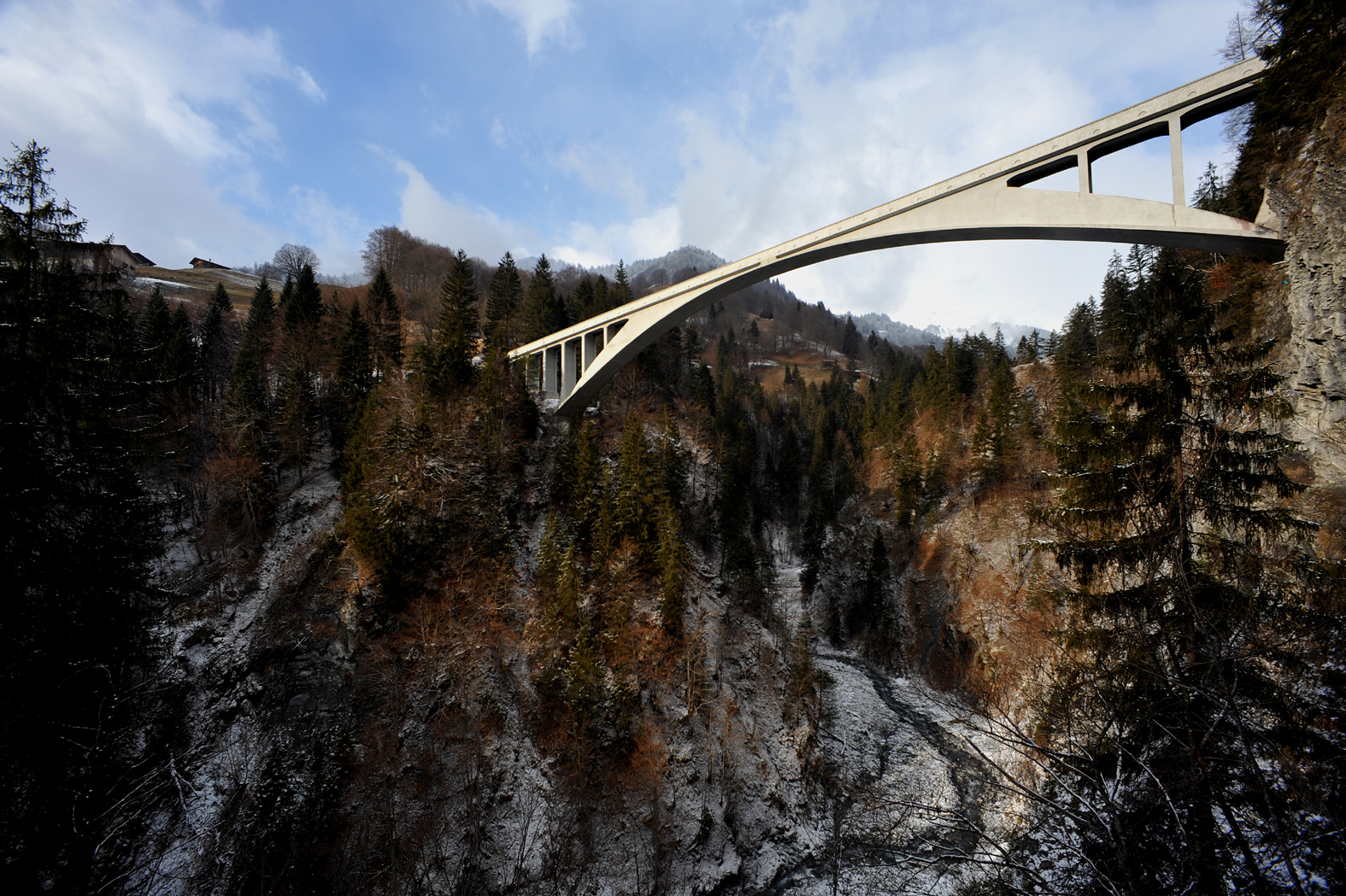
Salginatobelbrücke

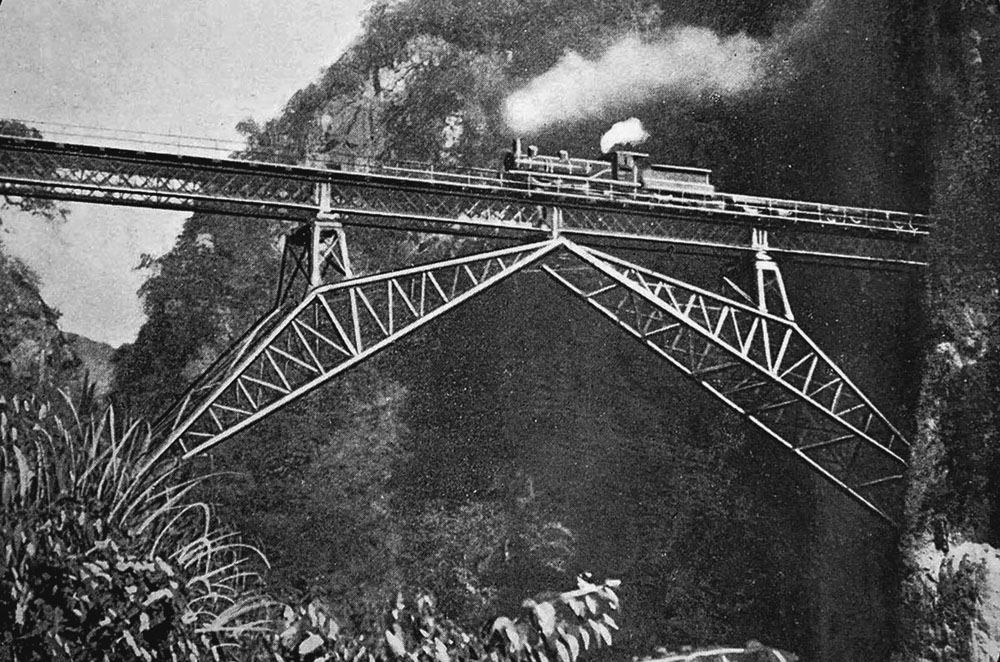
Wujiazhai-Eisenbahnbrücke an der Yunnan-Bahn

Der Dreigelenkbogen ist ein Tragwerk in der Baustatik, das aus zwei Teilträgern besteht, die im Scheitel miteinander gelenkig verbunden sind. Das Gelenk muss aber nicht in der Mitte liegen. Auch an den beiden Auflagern ist das Tragwerk gelenkig gelagert. Eine derartige Anordnung ist ein Sonderfall des Rahmens, der statisch bestimmt gelagert ist. Derartige Dreigelenksysteme wurden Anfang der 1860er Jahre systematisch von Claus Köpcke und Johann Wilhelm Schwedler vorgeschlagen.
Rahmen werden dort verwendet, wo sie nicht nur eine Spannweite überwinden, sondern zugleich eine Höhe bilden, ein Lichtraumprofil umschließen sollen. Dabei macht die Notwendigkeit, den Horizontalschub aufzufangen, den Träger normalerweise statisch unbestimmt. Diese Unbestimmtheit (Einspannung) wird durch ein weiteres Gelenk aufgehoben. Die Träger zwischen den Auflagern bzw. Gelenken können verschiedene z. B. polygonale Formen haben. Beim Dreigelenkbogen können die Träger Viertelkreise, Kreisstücke oder Ellipsenstücke sein. Die Gelenkpunkte nennt man dann Kämpfer und Bogenscheitel. In den Viertelspunkten müssen die Träger die größten Dicken haben, um die Biegemomente aufzunehmen. Bestehen die beiden Träger aus abgewinkelten Geradenstücken, so entsteht ein Dreigelenkrahmen.
Mit einem Dreigelenkbogen als statischem System können Brücken errichtet werden, aber auch Dächer oder Hallen und Ähnliches.

## Brücken
Als erste Brücke mit einem Dreigelenkbogen wurde in Deutschland 1865 die Unterspreebrücke in Berlin erbaut. Bereits ein halbes Jahr nach der Inbetriebnahme gab es schwere Schäden, weil die Pfeiler die zu schwachen Widerlager seitlich wegdrückten und sich der Scheitel der schmiedeeisernen bogenförmigen Konstruktion absenkte.

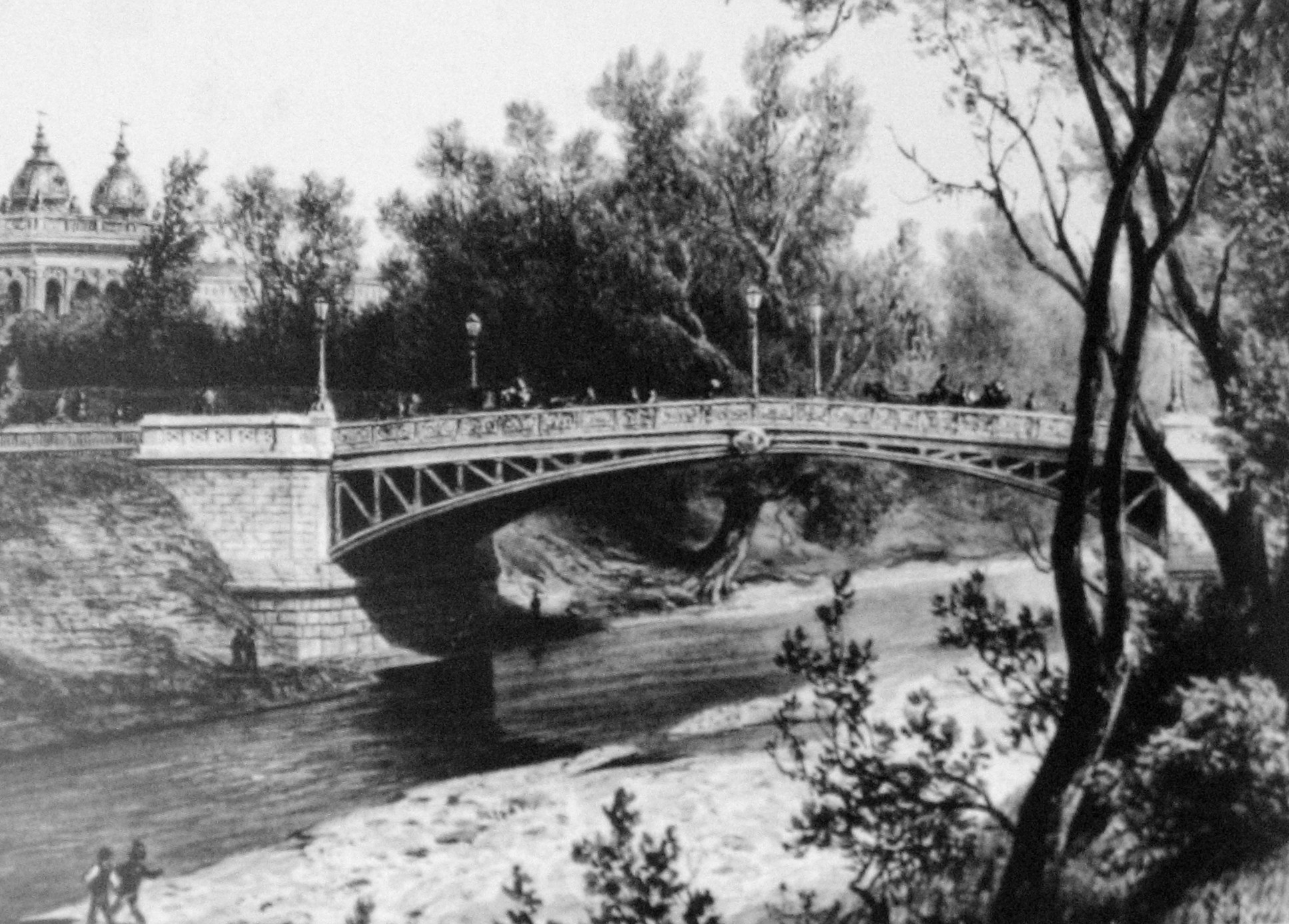
Tegetthoffbrücke

1872 konstruierten August Köstlin und Anton Battig in Wien die Tegetthoffbrücke (heute Kleine Ungarbrücke). 
Die ersten Massivbrücken, die als Dreigelenkbogenbrücken errichtet wurden, waren die von Karl von Leibbrand im Jahr 1893 gebaute Munderkinger Donaubrücke, seine 1895 errichtete Donaubrücke Inzigkofen und die 1896 eröffnete Pont de la Coulouvrenière in Genf sowie die 1904 fertiggestellte König-Georg-Brücke über die Zwickauer Mulde in Wechselburg-Göhren.
Eine umgekehrte Dreigelenkbogenbrücke ist das 1893 fertiggestellte Blaue Wunder in Dresden.
Die 1929/30 erbaute Salginatobelbrücke von Robert Maillart in Schiers (Schweiz) ist ein Höhepunkt der Brückenbaukunst des 20. Jahrhunderts. Sie ist eine Bogenbrücke mit einem Bogen aus Hohlkästen unter der Fahrbahn mit drei Gelenken und einer aufgelegten, aber mittragenden Fahrbahnplatte.

## Hochbauten
Das ursprünglich für Brückenbauwerke entwickelte statische System des Dreigelenkbogens wurde erstmals 1865 durch Johann Wilhelm Schwedler mit der Errichtung des Hammerwerkes II für den Bochumer Verein für Bergbau und Gußstahlfabrikation auf den Hochbau übertragen. Bereits 1866/67 verwandte Schwedler die gleiche Konstruktion in leicht modifizierter Weise für die Überdachung der großen Halle des Bahnhofes der Ostbahn in Berlin und vermutlich 1870/71 für ein Retortenhaus der Imperial-Continental-Gas-Association in Berlin. Im Gegensatz zum Bochumer Hammerwerk, das unter Denkmalschutz steht, sind die beiden letztgenannten Gebäude nicht mehr erhalten geblieben. Erhalten geblieben ist zumindest teilweise die Bahnsteighalle des Frankfurter Hauptbahnhofes, welche 1885–87 ebenfalls von Schwedler errichtet wurde.

## Postbahnhof Köln

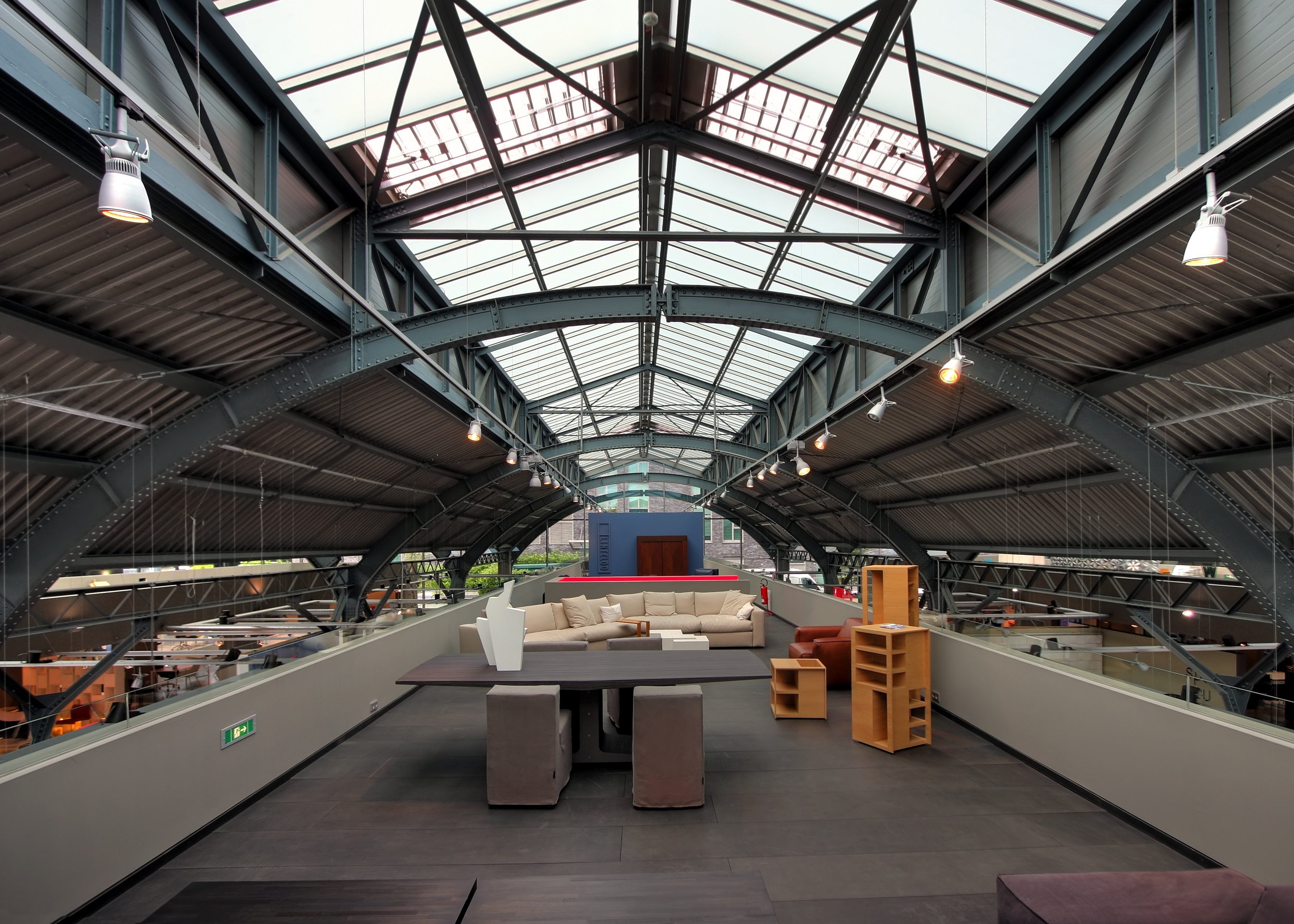
Ehemalige Kölner Posthalle „Design Post“, 2010

In den Jahren 1912 bis 1914 entstand in Köln-Deutz auf einem Gelände von 50.000 m² der Kölner Postbahnhof als dritter Bahnhof dieser Art überhaupt in Deutschland mit der Struktur einer Gelenkbogenhalle.
Die Deformationsenergie wurde abwechselnd in der ersten Halle auf ein Gelenk im Scheitel des Grates und in der nächsten Halle auf zwei Gelenke an dessen Widerlager verteilt. Die achtschiffige Postverladehalle war damals noch ergänzt um ein Stellwerk, Lokomotivschuppen, Kesselhaus und Wirtschaftsgebäude. Sie wurde nach ihrer Stilllegung 2005 zur „Design Post“ umgebaut. Das Gebäude ist als bedeutendes Industriedenkmal in die 2015 eingerichtete Kölner Via Industrialis aufgenommen.